# Couvains, Orne
Couvains là một xã thuộc tỉnh Orne vùng Normandie tây bắc nước nước Pháp. Xã này nằm ở khu vực có độ cao trung bình 230 mét trên mực nước biển.